# Бетил
Бетил (на латински: Baetylus, Bethel, Betyl) е дума, означаваща свещен камък, за който се предполага, че е надарен с живот. Според древните източници, тези обекти за поклонение са метеорити, които са били посветени на боговете или са почитани като символ на самите богове.. Един пример за „Бетил“ се споменава в Битие 28: 11 – 19.